# Temporada 1993-94 de los Houston Rockets
La temporada 1993-94 fue la vigesimotercera de los Houston Rockets en su localización de Texas, y la vigesimoséptima en la NBA, tras haber jugado las cuatro primeras en San Diego (California). La temporada regular acabó con 58 victorias y 24 derrotas, ocupando el segundo puesto de la conferencia Oeste, clasificándose para los playoffs, en los que proclamaron campeones de la NBA, tras derrotar en las Finales a los New York Knicks, logrando el primer título de su historia.

## Elecciones en elDraft
| Ronda | Puesto | Jugador          | Posición | Nacionalidad   | Universidad/Club |
| ----- | ------ | ---------------- | -------- | -------------- | ---------------- |
| 1     | 24     | Sam Cassell      | Base     | Estados Unidos | Florida State    |
| 2     | 46     | Richard Petruška | Pívot    | Estados Unidos | UCLA             |
| 2     | 50     | Marcelo Nicola   | Alero    | Argentina      | Taugres          |

## Temporada regular
| División Medio Oeste   | División Medio Oeste | División Medio Oeste | División Medio Oeste | División Medio Oeste | División Medio Oeste | División Medio Oeste | División Medio Oeste | División Medio Oeste |
| Equipo                 | G                    | P                    | %                    | PD                   | Casa                 | Fuera                | Div                  |                      |
| ---------------------- | -------------------- | -------------------- | -------------------- | -------------------- | -------------------- | -------------------- | -------------------- | -------------------- |
| y-Houston Rockets      | 58                   | 24                   | .707                 | —                    | 35–6                 | 23–18                | 15–11                |                      |
| x-San Antonio Spurs    | 55                   | 27                   | .671                 | 3                    | 32–9                 | 23–18                | 16–10                |                      |
| x-Utah Jazz            | 53                   | 29                   | .646                 | 5                    | 33–8                 | 20–21                | 21–5                 |                      |
| x-Denver Nuggets       | 42                   | 40                   | .512                 | 16                   | 28–13                | 14–27                | 14–12                |                      |
| Minnesota Timberwolves | 20                   | 62                   | .244                 | 38                   | 13–28                | 7–34                 | 5–21                 |                      |
| Dallas Mavericks       | 13                   | 69                   | .159                 | 45                   | 6–35                 | 7–34                 | 7–19                 |                      |

## Playoffs

### Primera ronda
Houston Rockets vs. Portland Trail Blazers 
| Fecha       | Partido                                         | Ciudad   |
| ----------- | ----------------------------------------------- | -------- |
| 29 de abril | Houston Rockets 114, Portland Trail Blazers 104 | Houston  |
| 1 de mayo   | Houston Rockets 115, Portland Trail Blazers 104 | Houston  |
| 3 de mayo   | Portland Trail Blazers 118, Houston Rockets 115 | Portland |
| 6 de mayo   | Portland Trail Blazers 89, Houston Rockets 92   | Portland |
|             | Houston Rockets gana las series 3-1             |          |

### Semifinales de Conferencia
Houston Rockets vs. Phoenix Suns 
| Fecha      | Partido                               | Ciudad  |
| ---------- | ------------------------------------- | ------- |
| 8 de mayo  | Houston Rockets 87, Phoenix Suns 91   | Houston |
| 11 de mayo | Houston Rockets 117, Phoenix Suns 124 | Houston |
| 13 de mayo | Phoenix Suns 102, Houston Rockets 118 | Phoenix |
| 15 de mayo | Phoenix Suns 96, Houston Rockets 107  | Phoenix |
| 17 de mayo | Houston Rockets 109, Phoenix Suns 86  | Houston |
| 19 de mayo | Phoenix Suns 103, Houston Rockets 89  | Phoenix |
| 21 de mayo | Houston Rockets 104, Phoenix Suns 94  | Houston |
|            | Houston Rockets gana las series 4-3   |         |

### Finales de Conferencia
Houston Rockets  vs. Utah Jazz
| Fecha      | Partido                             | Ciudad  |
| ---------- | ----------------------------------- | ------- |
| 23 de mayo | Houston Rockets 100, Utah Jazz 88   | Houston |
| 25 de mayo | Houston Rockets 104, Utah Jazz 99   | Houston |
| 27 de mayo | Utah Jazz 95, Houston Rockets 86    | Utah    |
| 29 de mayo | Utah Jazz 78, Houston Rockets 80    | Utah    |
| 31 de mayo | Houston Rockets 94, Utah Jazz 83    | Houston |
|            | Houston Rockets gana las series 4-1 |         |

### Finales de la NBA
Houston Rockets vs. New York Knicks
| Fecha       | Partido                                | Ciudad     |
| ----------- | -------------------------------------- | ---------- |
| 8 de junio  | Houston Rockets 85, New York Knicks 78 | Houston    |
| 10 de junio | Houston Rockets 83, New York Knicks 91 | Houston    |
| 12 de junio | New York Knicks 89, Houston Rockets 93 | Nueva York |
| 15 de junio | New York Knicks 91, Houston Rockets 82 | Nueva York |
| 17 de junio | New York Knicks 91, Houston Rockets 84 | Nueva York |
| 19 de junio | Houston Rockets 86, New York Knicks 84 | Houston    |
| 22 de junio | Houston Rockets 90, New York Knicks 84 | Houston    |
|             | Houston Rockets gana las series 4-3    |            |

## Estadísticas

### Temporada regular
| Rk | Jugador          | Edad | P  | PT | MP   | TC   | TCI  | %TC  | T3  | T3I | %T3  | TL  | TLI | %TL  | RO  | RD  | RT   | AS  | RB  | TAP | BP  | FP  | PTS  |
| -- | ---------------- | ---- | -- | -- | ---- | ---- | ---- | ---- | --- | --- | ---- | --- | --- | ---- | --- | --- | ---- | --- | --- | --- | --- | --- | ---- |
| 1  | Hakeem Olajuwon  | 31   | 80 | 80 | 41.0 | 11.2 | 21.2 | .528 | 0.1 | 0.2 | .530 | 4.9 | 6.8 | .716 | 2.9 | 9.1 | 11.9 | 3.6 | 1.6 | 3.7 | 3.4 | 3.6 | 27.3 |
| 2  | Otis Thorpe      | 31   | 82 | 82 | 35.5 | 5.5  | 9.8  | .561 | 0.0 | 0.0 | .000 | 3.1 | 4.7 | .657 | 3.3 | 7.3 | 10.6 | 2.3 | 0.8 | 0.3 | 2.3 | 3.1 | 14.0 |
| 3  | Vernon Maxwell   | 28   | 75 | 73 | 34.3 | 5.1  | 13.0 | .389 | 1.6 | 5.4 | .298 | 1.9 | 2.5 | .749 | 0.6 | 2.5 | 3.1  | 5.1 | 1.7 | 0.3 | 2.5 | 1.9 | 13.6 |
| 4  | Robert Horry     | 23   | 81 | 81 | 29.3 | 4.0  | 8.7  | .459 | 0.5 | 1.7 | .324 | 1.4 | 1.9 | .732 | 1.6 | 3.9 | 5.4  | 2.9 | 1.5 | 0.9 | 1.7 | 2.3 | 9.9  |
| 5  | Kenny Smith      | 28   | 78 | 78 | 28.3 | 4.4  | 9.1  | .480 | 1.1 | 2.8 | .405 | 1.7 | 2.0 | .871 | 0.3 | 1.5 | 1.8  | 4.2 | 0.8 | 0.1 | 1.6 | 1.6 | 11.6 |
| 6  | Chris Jent       | 24   | 3  | 0  | 26.0 | 4.3  | 8.7  | .500 | 1.3 | 3.7 | .364 | 0.3 | 0.7 | .500 | 1.3 | 3.7 | 5.0  | 2.3 | 0.0 | 0.0 | 1.7 | 4.3 | 10.3 |
| 7  | Mario Elie       | 30   | 67 | 8  | 24.0 | 3.1  | 7.0  | .446 | 0.8 | 2.5 | .335 | 2.3 | 2.7 | .860 | 0.4 | 2.3 | 2.7  | 3.1 | 0.7 | 0.1 | 1.6 | 1.9 | 9.3  |
| 8  | Carl Herrera     | 27   | 75 | 0  | 17.2 | 1.9  | 4.1  | .458 | 0.0 | 0.0 |      | 0.9 | 1.3 | .711 | 1.3 | 2.5 | 3.8  | 0.5 | 0.4 | 0.3 | 0.9 | 2.1 | 4.7  |
| 9  | Sam Cassell      | 24   | 66 | 6  | 17.0 | 2.5  | 5.9  | .418 | 0.4 | 1.3 | .295 | 1.4 | 1.6 | .841 | 0.4 | 1.7 | 2.0  | 2.9 | 0.9 | 0.1 | 1.4 | 2.1 | 6.7  |
| 10 | Scott Brooks     | 28   | 73 | 0  | 16.8 | 1.9  | 4.0  | .491 | 0.3 | 0.8 | .377 | 1.0 | 1.2 | .871 | 0.1 | 1.3 | 1.4  | 2.0 | 0.7 | 0.0 | 0.8 | 1.3 | 5.2  |
| 11 | Earl Cureton     | 36   | 2  | 0  | 15.0 | 1.0  | 4.0  | .250 | 0.0 | 0.0 |      | 0.0 | 1.0 | .000 | 2.0 | 4.0 | 6.0  | 0.0 | 0.0 | 0.0 | 0.5 | 2.0 | 2.0  |
| 12 | Matt Bullard     | 26   | 65 | 0  | 11.2 | 1.2  | 3.5  | .345 | 0.8 | 2.4 | .325 | 0.3 | 0.4 | .769 | 0.4 | 0.9 | 1.3  | 1.0 | 0.2 | 0.1 | 0.4 | 1.0 | 3.5  |
| 13 | Larry Robinson   | 26   | 6  | 0  | 9.2  | 1.7  | 3.3  | .500 | 0.3 | 1.3 | .250 | 0.5 | 1.3 | .375 | 0.7 | 1.0 | 1.7  | 1.0 | 1.2 | 0.0 | 1.7 | 1.3 | 4.2  |
| 14 | Eric Riley       | 23   | 47 | 2  | 4.7  | 0.7  | 1.5  | .486 | 0.0 | 0.0 | .000 | 0.4 | 0.8 | .541 | 0.5 | 0.7 | 1.3  | 0.2 | 0.1 | 0.2 | 0.3 | 0.6 | 1.9  |
| 15 | Richard Petruška | 25   | 22 | 0  | 4.2  | 0.9  | 2.1  | .435 | 0.3 | 0.7 | .467 | 0.3 | 0.4 | .750 | 0.4 | 1.0 | 1.4  | 0.0 | 0.1 | 0.1 | 0.7 | 0.7 | 2.4  |

### Playoffs
| Rk | Jugador         | Edad | P  | PT | MP   | TC   | TCI  | %TC  | T3  | T3I | %T3   | TL  | TLI | %TL   | RO  | RD  | RT   | AS  | RB  | TAP | BP  | FP  | PTS  |
| -- | --------------- | ---- | -- | -- | ---- | ---- | ---- | ---- | --- | --- | ----- | --- | --- | ----- | --- | --- | ---- | --- | --- | --- | --- | --- | ---- |
| 1  | Hakeem Olajuwon | 31   | 23 | 23 | 43.0 | 11.6 | 22.3 | .519 | 0.1 | 0.2 | .500  | 5.6 | 7.0 | .795  | 2.4 | 8.7 | 11.0 | 4.3 | 1.7 | 4.0 | 3.6 | 3.6 | 28.9 |
| 2  | Vernon Maxwell  | 28   | 23 | 23 | 38.3 | 5.1  | 13.7 | .376 | 2.0 | 6.0 | .326  | 1.6 | 2.3 | .685  | 0.5 | 3.0 | 3.5  | 4.2 | 0.9 | 0.1 | 2.1 | 2.4 | 13.8 |
| 3  | Otis Thorpe     | 31   | 23 | 23 | 37.1 | 4.8  | 8.4  | .572 | 0.0 | 0.1 | .500  | 1.7 | 2.9 | .567  | 3.0 | 7.0 | 9.9  | 2.3 | 0.6 | 0.4 | 1.6 | 3.7 | 11.3 |
| 4  | Robert Horry    | 23   | 23 | 23 | 33.8 | 4.3  | 9.8  | .434 | 1.5 | 3.9 | .382  | 1.7 | 2.2 | .765  | 1.8 | 4.3 | 6.1  | 3.6 | 1.5 | 0.9 | 1.2 | 3.0 | 11.7 |
| 5  | Kenny Smith     | 28   | 23 | 23 | 30.3 | 3.7  | 8.2  | .455 | 1.5 | 3.3 | .447  | 1.8 | 2.3 | .808  | 0.2 | 2.1 | 2.3  | 4.1 | 1.0 | 0.2 | 1.4 | 1.7 | 10.8 |
| 6  | Sam Cassell     | 24   | 22 | 0  | 21.7 | 2.9  | 7.3  | .394 | 0.8 | 2.0 | .378  | 2.9 | 3.4 | .865  | 0.9 | 1.8 | 2.7  | 4.2 | 1.0 | 0.2 | 2.1 | 2.8 | 9.4  |
| 7  | Mario Elie      | 30   | 23 | 0  | 16.6 | 1.8  | 4.6  | .396 | 0.4 | 1.4 | .313  | 1.7 | 2.0 | .851  | 0.4 | 1.3 | 1.7  | 1.7 | 0.3 | 0.1 | 0.9 | 1.3 | 5.8  |
| 8  | Carl Herrera    | 27   | 16 | 0  | 15.5 | 1.9  | 3.6  | .534 | 0.0 | 0.0 |       | 0.8 | 1.0 | .813  | 0.9 | 1.9 | 2.8  | 0.2 | 0.3 | 0.2 | 0.4 | 2.3 | 4.7  |
| 9  | Earl Cureton    | 36   | 10 | 0  | 10.0 | 0.8  | 1.0  | .800 | 0.0 | 0.0 |       | 0.2 | 0.2 | 1.000 | 0.6 | 2.3 | 2.9  | 0.2 | 0.1 | 0.2 | 0.3 | 2.0 | 1.8  |
| 10 | Chris Jent      | 24   | 11 | 0  | 5.6  | 0.5  | 1.8  | .250 | 0.3 | 1.2 | .231  | 0.0 | 0.0 |       | 0.1 | 0.7 | 0.8  | 0.6 | 0.2 | 0.0 | 0.3 | 0.6 | 1.2  |
| 11 | Matt Bullard    | 26   | 10 | 0  | 5.5  | 0.4  | 1.9  | .211 | 0.2 | 1.0 | .200  | 0.6 | 0.8 | .750  | 0.2 | 0.8 | 1.0  | 0.0 | 0.1 | 0.2 | 0.0 | 0.6 | 1.6  |
| 12 | Scott Brooks    | 28   | 5  | 0  | 4.6  | 1.0  | 1.2  | .833 | 0.2 | 0.2 | 1.000 | 0.0 | 0.2 | .000  | 0.2 | 0.2 | 0.4  | 0.6 | 0.0 | 0.0 | 0.0 | 0.6 | 2.2  |

## Galardones y récords
| Jugador         | Galardón |
| Hakeem Olajuwon | MVP de la NBA Mejor Defensor de la NBA MVP de las Finales de la NBA Mejor quinteto de la NBA Mejor quinteto defensivo de la NBA All-Star |